# Vinckemolen

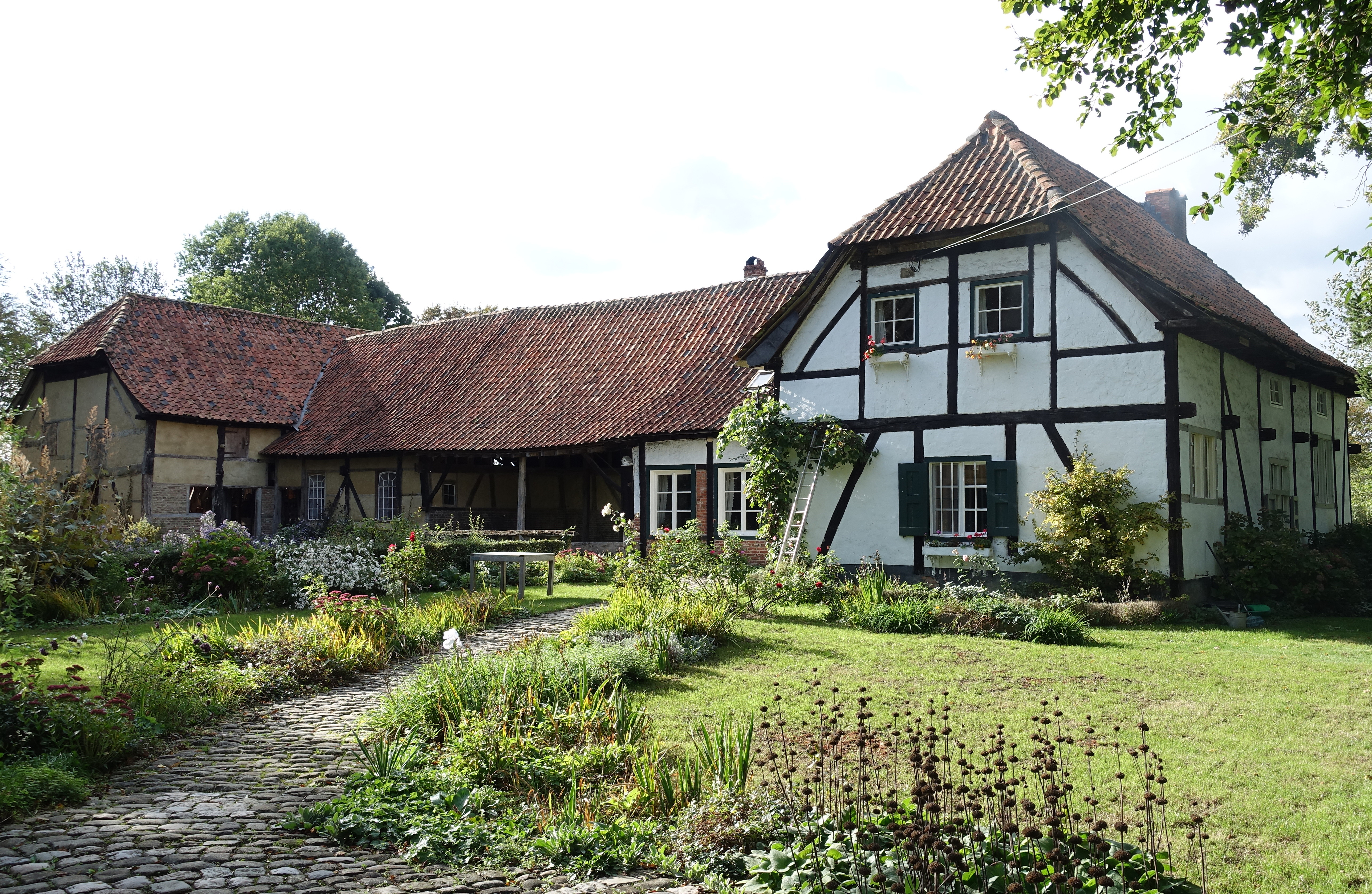
Vinckemolen of Nieuwmolen

De Vinckemolen (ook: Nieuwe Molen of Nieuwmolen) is een watermolen op de Herk, gelegen aan Nieuwmolenstraat 8 te Berbroek. De molen fungeerde als korenmolen en oliemolen.
Het betreft een U-vormige dubbelmolen, welke in 1725 werd opgericht. Vóór 1844 werkte er ook een hennepbraakmolen, die echter in 1878 werd gesloopt.
Het is een merkwaardig complex, uitgevoerd in vakwerkbouw met witgekalkte lemen vulling. De delen aan weerszijden van de Herk zijn met elkaar verbonden via een overdekte brug. De onderslagraderen zijn verwijderd. Het betreft één der grootste vakwerkconstructies van Belgisch-Limburg, met een lengte van 40 meter. In 2008 werd de molen beschermd als monument, en de omgeving van de molen als beschermd dorpsgezicht.

## De molen in 1992

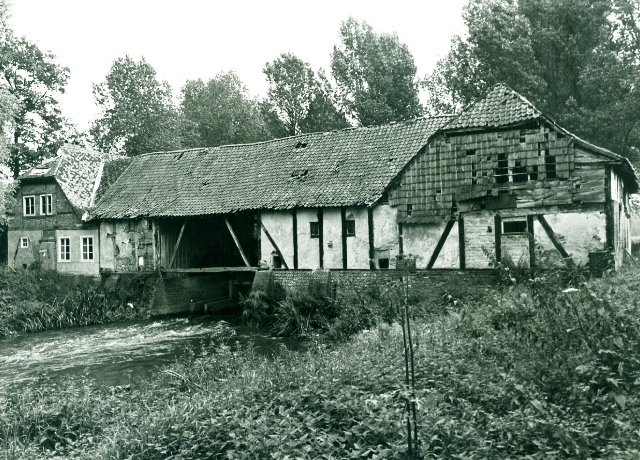
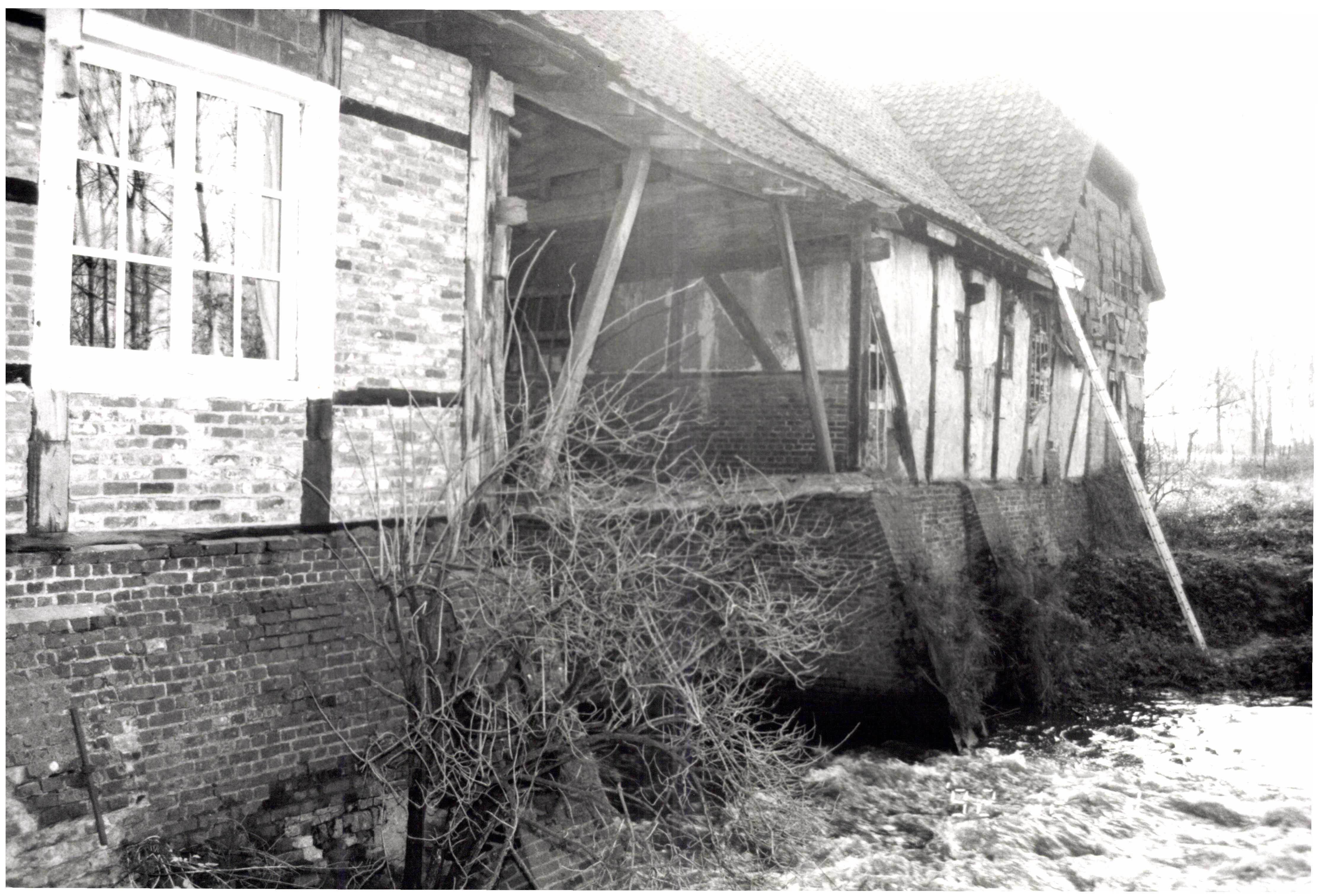

- Inventaris van het Bouwkundig Erfgoed (Vlaanderen): 22487